# Relativity Media
Relativity Media est une société de production américaine créée en 2004 et basée à West Hollywood en Californie.
Outre la production cinématographique, Relativity est un groupe possédant des filiales dans l'industrie musicale comme Relativity Music Group (fondée en 2009) ou dans la presse comme Rogue Press.

## Historique
En 2009, Relativity rachète à Universal Pictures la société Rogue Pictures (en), qui devient simplement Rogue.
Le 14 avril 2014, Relativity Media fait une contre-offre à celle de Disney pour le rachat de Maker Studios de 500 millions en numéraire puis 400 millions sous condition mais en ajoutant 100 millions de bonus aux employés remarquables,,. Mais le directoire de Maker Studios répond que l'offre de Disney a déjà été acceptée,,.

## Organisation
- Rogue
- Rogue Life
- Rogue Sports
- RelativityREAL
- Relativity Music Group
- Relativity Interactive
- Rogue Film Network
- Relativity DVD/Blu-ray
- Rogue Press

## Filmographie partielle
- 2005 : Assaut sur le central 13 (Assault in the Precinct 13), de Jean-François Richet
- 2005 : Danny the Dog (Unleashed), de Louis Leterrier
- 2005 : Cry Wolf, de Jeff Wadlow
- 2005 : Doom, d'Andrzej Bartkowiak
- 2005 : Braqueurs amateurs (Fun with Dick and Jane), de Dean Parisot
- 2006 : Nanny McPhee, de Kirk Jones
- 2006 : Dave Chappelle's Block Party, de Michel Gondry
- 2006 : V pour Vendetta (V For Vendetta), de James Teague
- 2006 : Inside Man : L'Homme de l'intérieur, de Spike Lee
- 2006 : Camping Car (RV), de Barry Sonnenfeld
- 2006 : Poséidon (Poseidon), de Wolfgang Petersen
- 2006 : Fast and Furious: Tokyo Drift (The Fast & Furious : Tokyo Drift), de Justin Lin
- 2006 : Waist Deep, de Vondie Curtis-Hall
- 2006 : Monster House, de Gil Kenan
- 2006 : Ricky Bobby : roi du circuit (Talladega Nights : The Ballad of Ricky Bobby), d'Adam McKay
- 2006 : Gridiron Gang, de Phil Joanou
- 2006 : Le Maître d'armes (Fearless), de Ronny Yu
- 2006 : Les Fous du roi (All the Kings Men), de Steven Zaillian
- 2006 : Marie-Antoinette, de Sofia Coppola
- 2006 : L'Incroyable Destin de Harold Crick (Stranger Than Fiction), de Marc Forster
- 2006 : The Return, de Asif Kapadia
- 2006 : The Holiday, de Nancy Meyers
- 2006 : À la recherche du bonheur (The Pursuit of Happyness), de Gabriele Muccino
- 2006 : Mi$e à prix (Smoking Aces), de Joe Carnahan
- 2007 : 300, de Zack Snyder
- 2007 : Mr. Brooks, de Bruce A. Evans
- 2008 : Wild Child, de Nick Moore
- 2008 : Mamma Mia! de Phyllida Lloyd
- 2009 : Frost/Nixon, de Ron Howard
- 2009 : Pas si simple (It's Complicated), de Nancy Meyers
- 2010 : Leap Year, d'Anand Tucker
- 2010 : Repo Men, de Miguel Sapochnik
- 2010 : Le Chasseur de primes (The Bounty Hunter), d'Andy Tennant
- 2010 : MacGruber, de Jorma Taccone
- 2010 : Robin des bois (Robin Hood), de Ridley Scott
- 2010 : American Trip (Get Him to the Greek), de Nicholas Stoller
- 2010 : Copains pour toujours (Growns Up), de Dennis Dugan
- 2010 : Salt, de Phillip Noyce
- 2010 : The Fighter, de David O. Russell
- 2010 : Mon beau-père et nous (Little Fockers), de Paul Weitz
- 2011 : Le Dernier des Templiers, de Dominic Sena
- 2011 : Mes meilleures amies (Bridesmaids), de Paul Feig
- 2011 : Shark 3D, de David R. Ellis
- 2011 : Les Immortels, de Tarsem Singh
- 2012 : Piégée (Haywire), de Steven Soderbergh
- 2013 : Malavita (The Family), de Luc Besson
- 2014 : 3 Days to Kill, de McG
- 2014 : Brick Mansions, de Camille Delamarre
- 2016 : The Disappointments Room, de D. J. Caruso